# Larinioides patagiatus islandicola
Larinioides patagiatus islandicola is een spinnenondersoort in de taxonomische indeling van de wielwebspinnen (Araneidae).
Het dier behoort tot het geslacht Larinioides. De wetenschappelijke naam van de soort werd voor het eerst geldig gepubliceerd in 1906 door Embrik Strand.